# Shonen Ninja Kaze no Fujimaru
Shonen Ninja Kaze no Fujimaru (яп. 少年忍者風のフジ丸 Сё:нэн Ниндзя Кадзэ но Фудзимару, Мальчик-ниндзя Фудзимару) — японский чёрно-белый аниме-сериал, выпущенный студией Toei Animation. Транслировался с 7 июня 1964 года по 31 августа 1965 года. Сюжет описывает мальчика, который способен контролировать ветер. Изначально на создание аниме-сериала разработчиков вдохновила манга Сампэя Сирато — Kaze no Ishimaru, однако позже название сериала было изменено на Kaze no Fujimaru по желанию спонсора Fujisawa Pharmaceuticals, чтобы имя героя было созвучно с названием компании.
Сериал транслировался на территории Португалии по телеканалу TV Tupi. В работе над сериалом принимал участие Хаяо Миядзаки.
Открытие к аниме «Shonen Ninja Kaze no Fujimaru» и концовку — «Tatakau Shonen Ninja» исполняет мужской хор Нисирокуго.

## Сюжет
История начинается с момента, когда Фудзимару был ещё младенцем. Так как мать работала, она клала своего сына в корзинку. Внезапно младенца похищает орёл, но ребёнка спасает самурай Сасукэ и решает воспитать из него нового воина. Фудзимару растёт и, будучи подростком, приобретает способность контролировать ветер, владея ниндзюцу. Парень также уже владеет двумя сильными техниками: может создавать иллюзии у врагов и сбегать с помощью ветреного вихря.
У Фудзимару есть 2 мечты: встретится со своей матерью и найти «книгу Рюэна» — рукописный пергамент, в котором описаны мощнейшие, но и самые опасные техники. Параллельно с Фудзимару книгу ищет Дзяпусай — мастер пяти техник и главный враг Фудзимару.
В конце истории главный герой достигает свои главные цели: находит пергамент, однако уничтожает его, осознав потенциальную опасность, и встречается с матерью.

## Роли озвучивали
- Киёси Комияма — Мальчик-ниндзя Фудзимару
- Кадзуко Ёсикава — Дайсукэ
- Киёко Ямамото — Таро
- Макико Ито — Понкити
- Мидори Като — Мидори